# Sarıçam
Sarıçam (türk. „Waldkiefer“) ist ein Stadtbezirk von Adana und gleichzeitig ein Landkreis der Provinz Adana in der Türkei. Der 2008 gegründete Landkreis liegt zentral im städtischen Gebiet von Adana. Hier befinden sich die Çukurova Üniversitesi und der NATO-Stützpunkt Incirlik Air Base.
Der Name des Ortes leitet sich von den Kiefernwäldern ab (Sarı Çam steht dabei für Gelbe Kiefer). Die Einwohnerzahl beträgt 251.259 (Stand: Ende 2024).